# Carcharhinus amblyrhynchoides
Carcharhinus amblyrhynchoides (Whitley, 1860) è una specie del genere Carcharhinus e della famiglia Carcharhinidae.

## Distribuzione e habitat
La specie è stata rinvenuta nell'Oceano Indiano e nel Pacifico Occidentale, in particolare nelle acque del Golfo di Aden, presso l'India sudoccidentale, lo Sri Lanka, nel Golfo della Thailandia, presso le Filippine, il Vietnam, l'Indonesia, la Nuova Papua Guinea e l'Australia. Vive in acque tra la superficie ed i 50 metri di profondità.

## Descrizione
I maschi adulti non superano i 161 cm di lunghezza, le femmine i 167. Alla prima maturità questi squali sono lunghi all'incirca 115 cm. Grigio o marrone sul dorso, biancastro o crema sul ventre, questo squalo presenta due strisce bianche sui fianchi. Le pinne pettorale, dorsale, pelviche, nonché il lobo ventrale della caudale, sono più scure sulla punta, anche se a volte in modo poco appariscente.

## Comportamento
La specie è poco nota, ma si sa che vive in zone costiere. Si nutre principalmente di pesci, ma anche di crostacei e cefalopodi. 

## Riproduzione
La specie è vivipara. 

## Interazioni con l'uomo
Spesso viene catturato nelle reti dei pescatori. Viene utilizzato per il consumo umano sia fresco che sotto sale. Le pinne inoltre concorrono al mercato orientale di pinne di squalo. L'olio del fegato è sfruttato per estrarne vitamine.